# Federazione pallavolistica della Mongolia
La Federazione mongola di pallavolo (eng. Mongolian Volleyball Association, mon. Монголын волейболын холбоо, MVA) è un'organizzazione fondata per governare la pratica della pallavolo in Mongolia.
Organizza il campionato maschile e femminile, e pone sotto la propria egida la nazionale maschile e femminile.
Ha aderito alla FIVB nel 1957.